# Ain’t Dead Yet
Ain’t Dead Yet war eine Schweizer Hard-Rock-Band, die in den 1990er Jahren existierte. Gründer und Bandkopf war der ehemalige Krokus- und Killer-Gitarrist Many Maurer.

## Geschichte
Ain’t Dead Yet werden zu Beginn der 1990er Jahre von ex-Netz- und Killer-Gitarrist Many Maurer ins Leben gerufen. Zusammen mit Schlagzeuger Dani Crivelli, Bassist Tony Castell, Sänger David Leach und dem zweiten Gitarristen Marcel Infanger touren die Fünf als Rock-Coverband durch die Schweiz, Österreich und Deutschland und spielen insgesamt über 250 Konzerte. Das Livealbum Alive MCMXCII ist Zeuge dieser Zeit. Darauf zu hören sind u. a. Songs von ZZ Top, Krokus, Sammy Hagar, Ted Nugent, Steppenwolf und Judas Priest. Nach Abschluss der entsprechenden Tour entschloss sich Many Maurer eigenes Songmaterial zu entwickeln. Zu diesem Zweck zog sich die Band vorübergehend zurück.
1996 sind Ain’t Dead Yet mit einem neuen Album und neuem Line-up wieder am Start. Read Your Mind besteht komplett aus eigenen Songs, die musikalisch etwas moderner und technisch anspruchsvoller arrangiert sind, als die Songs, die sie zuvor gecovert haben. Die Band besteht zu diesem Zeitpunkt neben Many Maurer und Tony Castell aus Sänger Andy Portmann und Schlagzeuger Peter Haas. Nach einer Tour durch die Schweiz mit Igor Gianola als zusätzlichem Gitarristen löst sich die Band 1998 auf.
Gianola wird kurz darauf neuer Gitarrist bei U.D.O., während Many Maurer und Peter Haas 1999 erneut bei Krokus einsteigen und auf dem Album Round 13 spielen. Im Jahr 2001 ruft Maurer die Rock-Coverband Grand Mothers Painkiller ins Leben, in der auch Sänger David Leach wieder mit von der Partie ist.

## Krokus Connection
Die meisten Ain’t-Dead-Yet-Musiker waren zu irgendeinem Zeitpunkt Mitglied bei der Schweizer Kultband Krokus. Many Maurer, Tony Castell und Peter Haas sind auf dem 1990 erschienenen Album Stampede zu hören, während Dani Crivelli bereits 1988 für das Album Heart Attack zur Band stiess. Maurer war in allen Inkarnationen von Krokus von 1990 bis 2000 zu finden, anfangs als Gitarrist, später als Bassist und auch als Produzent. Peter Haas kehrte 1999 für das Album Round 13 zur Band zurück. Tony Castell kehrt 2001 als Bassist in die Band zurück, wo er bis 2007 spielte. Marcel Infanger tourte 1990/91 mit der Band „Purple Heart“ im Vorprogramm von Krokus durch die Schweiz. Andy Portmann war 1995 für das Album und die Tour zum Krokus-Album „To rock or not to be“ sowie 1999 für das Album „Round 13“ als Background-Sänger dabei.

## Diskografie
- 1992: Alive MCMXCII (Live-Album)
- 1995: You Know What Love Is (Single)
- 1996: Read Your Mind (Album)